# Typhonium nudibaccatum
Typhonium nudibaccatum är en kallaväxtart som beskrevs av Alistair Hay. Typhonium nudibaccatum ingår i släktet Typhonium och familjen kallaväxter. Inga underarter finns listade.